# 岩州卫
岩州卫，一作昂州，明朝时设置的卫，位于今四川省甘孜州泸定县北岚安乡，大渡河东岸、咱子光梁子上，海拔2180米。
古为羌番部落放牧地。唐朝时名为罗岩州，为黎州、雅州辖羁縻州。明名岩州，设置长官司，后设岩州卫，隶四川都司，属五军都督府。洪武二十年（1387年），设茶市易马。长河西等番商以马入雅州易茶，由四川岩州卫入黎州始达。集市繁荣，为川边重镇。